# She Male Snails
She Male Snails (Originaltitel: Pojktanten) ist ein schwedisch-dänischer Dokumentarfilm aus dem Jahr 2012. Er befasst sich mit dem coming-of-age von zwei nicht-binären, eng befreundeten Personen, Ester Martin Bergsmark und Eli Levén. Regie führte Ester Martin Bergsmark.

## Hintergrund
Bergsmark plante den Film ursprünglich als Fernsehdokumentation über Künstlerin und Schriftstellerin Eli Levén. Entstanden ist ein experimenteller Film, der an Werke von Cam Archer oder Derek Jarman erinnert.

## Inhalt
Eine Art Rahmenhandlung zeigt Levén und Bergsmark bei einem gemeinsamen Bad in einer altmodischen Badewanne. Im Off unterhalten sich die Protagonisten gleichzeitig über ihre Erfahrungen als Menschen, die sich nicht in Geschlechterrollen einordnen lassen wollen. Weitere Szenen spielen in einer Traumwelt oder in der Vergangenheit.

## Veröffentlichung
Seine Weltpremiere hatte der Film am 3. Februar 2012 auf dem Göteborg International Film Festival. Dort wurde er mit dem Kodak Nordic Vision Award für die beste Kamera sowie dem Publikumspreis für den besten nordischen Film ausgezeichnet. Der Film wurde auch im Ausland aufgeführt, etwa auf dem Festival von Karlovy Vary in Tschechien. Die deutsche Premiere fand am 8. August 2012 im Kino Moviemento statt.